# Ясенки (Сахалинская область)
Ясенки — упразднённый посёлок в Александровск-Сахалинском районе Сахалинской области России. На момент упразднения входил в состав Владимирского сельсовета. Исключен из учётных данных в 1962 году.

## География
Посёлок находился в центре района, на левом берегу реки Арково в месте впадения в нее пади Казимиркина, на расстоянии приблизительно в 40 км (по прямой) к югу от города Александровск-Сахалинский.

## История
Русское старожильческое село основано в 1894 году. Вероятно, оно было заброшено к 1910 году. В переписи 1926 года не учтено.
По данным на 1937 год селение входило в состав Агневского поссовета Широкопадского района.
Упразднен решением Сахалинского облисполкома от 29.12.1962 № 502.

## Население
| 1931 | 1937 |
| ---- | ---- |
| 242  | ↘50  |